# Francisco Rodríguez Adrados
Francisco Rodríguez Adrados   (Salamanca, 29 de març de 1922 - Madrid, 21 de juliol de 2020) fou un filòleg, hel·lenista i acadèmic espanyol. Era llicenciat en filologia clàssica el 1944 per la Universitat de Salamanca; doctor dos anys després, el 1946, per la Universitat Complutense de Madrid; catedràtic de grec a l'Institut Cardenal Cisneros de Madrid el 1949; el 1951, a Barcelona, Catedràtic de la seva Universitat; i de la Complutense, el 1952 fins a 1988. Va dirigir el Departament de Grec de la UNED entre 1972 i 1976. Era catedràtic emèrit i President d'Honor de la Societat Espanyola d'Estudis Clàssics (SEEC) i de la Societat Espanyola de Lingüística. Va ser director de les revistes Emerita i Revista Española de Lingüística, de la col·lecció de clàssics grecs i llatins Alma Máter, que publica el CSIC. Va col·laborar també en periòdics de tiratge nacional, com el ABC o El Mundo.
Estudiós del món humanístic, especialment en els estudis sobre Grècia i també la història d'Espanya, els seus treballs també han abastat recerques i traduccions de la literatura grega, llatina i índia, a més de l'espanyola. Expert en lingüística indoeuropea i membre del CSIC, en el qual fou director del projecte d'elaboració d'un diccionari de grec clàssic i medieval pel qual va rebre el Premi de la Fundació Aristòtil Onassis a Atenes el 1989, el major projecte lexicogràfic d'un diccionari grec-espanyol DGE, després del LSJ. Com a filòleg, era defensor de l'origen aquità dels bascs i el basc.
Va ingressar en la Reial Acadèmia Espanyola el 21 de juny de 1990 (butaca d), prenent possessió el 28 d'abril de l'any següent; i en la Reial Acadèmia de la Història al febrer de 2004. Membre de l'Acadèmia d'Atenes i de l'Acadèmia Argentina de les Lletres.
A la fi de 2012 se li va concedir el Premi Nacional de les Lletres Espanyoles d'aquest mateix any. El jurat va posar l'accent en "les seves valuoses incursions en la lingüística i en l'estudi de l'indoeuropeu"

## Distincions
- Premi de traducció Fray Luis de León (actual Premi Nacional a la millor traducció) per Lírica griega arcaica (1981)
- Medalla del Mèrit Docent de l'Orde d'Alfons X el Savi (1981)
- Medalla de l'Orde de Cirili i Metodi de Bulgària. (1983)
- Premi Menéndez Pidal d'investigació en Humanitats (1988)
- Premi "Aristóteles" de la Fundació Onassis, en representació del Diccionari Grec-Espanyol (1988)
- Distingit amb l'Orden de l'Honor Grega "tàgma tís timís, categoria de taxiárkhis" (1996)
- Gran Creu d'Alfons X el Savi (1997)
- Castella i Lleó d'Humanitats (1997)
- León Felipe d'Humanitats (1997)
- Doctor Honoris causa per la Universitat de Salamanca (1998)
- Premi de la Casa de Segòvia a la labor cultural (1999)
- Premi González-Ruano de Periodisme (2005)
- Premi Nacional a l'Obra d'un Traductor (2005)
- Premi Nacional de les Lletres Espanyoles (2012)[1]

## Obres

### Estudis
- El sistema gentilicio decimal de los indoeuropeos occidentales y los orígenes de Roma, Madrid, 1948
- Estudios sobre el lexico de las fábulas esópicas. En torno a los problemas de la Koiné literaria , Salamanca, Colegio Trilingüe de la Universidad-CSIC, 1948
- La dialectologia griega como fuente para el estudio de las migraciones indoeuropeas en Grecia, Salamanca, Universidad de Salamanca, 1952. Ahora en: La dialectologia griega como fuente para el estudio de las migraciones indoeuropeas en Grecia. Con un nuevo prologo, Madrid, Ediciones Clasicas, 1997 ISBN 8478821082
- Diez inscripciones beocias. Introduccion gramatical y comentario del Seminario de filologia griega de la Universidad de Madrid, Madrid, 1953
- Introduccion a Teognis, Madrid, 1957
- El amor en Euripide, Madrid, 1959
- El descubrimiento del amor en Grecia. Seis conferencias, Madrid, 1959
- Hombre y mujer en la poesia y la vida griegas, Madrid, 1959
- Estudios sobre las sonantes y laringales indoeuropeas, Madrid, Instituto Antonio de Nebrija, 1961
- El heroe tragico y el heroe platonico, Madrid, Taurus, 1962
- Ilustración y política en la Grecia clásica, Madrid, Revista de Occidente, 1966
- Linguistica estructural, 2 vols., Madrid, Gredos, 1969
- Estudios de linguistica general, Barcelona, Planeta, 1969
- Fiesta, comedia y tragedia. Sobre los orígenes griegos del teatro, Barcelona, Planeta, 1972. Ahora en: Fiesta, comedia y tragedia, Madrid, Alianza Editorial, 1983 ISBN 8420680710
- Evolucion y estructura del verbo indoeuropeo, 2 vols., Madrid, Instituto "Antonio de Nebrija", 1974
- La Democracia ateniense, Madrid, Alianza Editorial, 1975 ISBN 8420621072
- Lingüística indoeuropea, 2 vols., Madrid, Gredos, 1975 ISBN 8424900499
- Estudios de semántica y sintaxis, Barcelona, Editorial Planeta, 1975
- Semiología del teatro, Barcelona, Editorial Planeta, 1975 ISBN 8432076392
- Utilización de ordenadores en problemas de lingüística, Madrid, Universidad Complutense, 1976
- Origenes de la lirica griega, Madrid, Biblioteca de la Rivista de Occidente, 1976 ISBN 8429287175. Trad. it.: Origini della lirica greca, Roma, L'Erma di Bretschneider, 2007 ISBN 88-8265-435-4
- Introduccion a la lexicografia griega, Madrid, Instituto Antonio Nebrija, 1977
- Historia de la fábula greco-latina, 3 vols., Madrid, Editorial de la Universidad Complutense, 1979-1987 ISBN 8474910048
- El mundo de la lirica griega antigua, Madrid, Alianza Editorial, 1981 ISBN 8420622885
- Die raumliche und zeitliche Differenzierung des Indoeuropaischen im Lichte der Vor- und Fruhgeschichte, Innsbruck, Institut fur Sprachwissenschaft der Universitat Innsbruck, 1982 ISBN 385124561X
- Origenes de la lirica griega, Madrid, Editorial Coloquio, 1986 ISBN 8486093457
- Nuevos estudios de linguistica general y de teoria literaria, Barcelona, Ariel, 1988 ISBN 8434482061
- Nuevos estudios de linguistica indoeuropea, Madrid, Consejo superior de investigaciones cientificas, 1988 ISBN 8400066529
- Nueva sintaxis del griego antiguo, Madrid, Gredos, 1992 ISBN 8424914805
- Laryngale mit Appendix?, Innsbruck, Institut fur Sprachwissenschaft der Universitat Innsbruck, 1994 ISBN 3851246470
- Sociedad, amor y poesia en la Grecia antigua, Madrid, Alianza Editorial, 1995 ISBN 8420628263. Trad. it.: Societa, amore e poesia nella Grecia antica, Roma, L'Erma di Bretschneider, 2009 ISBN 9788882655402
- Manual de lingüística indoeuropea (con Alberto Bernabé e Julia Mendoza), 3 voll., Madrid, Ediciones Clasicas, 1995-1998 voll. ISBN 8478821937
- Democracia y literatura en la Atenas clasica, Madrid, Alianza Editorial, 1997 ISBN 8420628735
- La dialectologia griega, hoy. 1952-1995, Madrid, Ediciones Clasicas, 1998 ISBN 8478823328
- Historia de la lengua griega. De los origenes a nuestros dias, Madrid, Gredos, 1999 ISBN 8424919718
- De nuestras lenguas y nuestras letras, Madrid, Visor libros, 2003 ISBN 847522864X
- Defendiendo la ensenanza de los clasicos griegos y latinos. Casi unas memorias (1994-2002), Madrid, Ediciones Clasicas, 2003 ISBN 8478825266
- De Esopo al Lazarillo, Huelva, Universidad de Huelva, 2005 ISBN 8496373401
- El reloj de la historia. Homo sapiens, Grecia antigua y mundo moderno, Barcelona, Ariel, 2006 ISBN 9788434452121
- Historia de las lenguas de Europa, Madrid, Editorial Gredos, 2008 ISBN 9788424928711
- Hombre, politica y sociedad en nuestro mundo, Madrid, Espasa-Calpe, 2008 ISBN 9788467028805

### Traduccions i edicions
- Liricos griegos elegíacos y yambografos arcaicos (siglos 7.-5. a. C.), 2 vols, Barcelona, Alma Mater, 1956-1959. Ahora en: Liricos griegos elegíacos y yambografos arcaicos (siglos 7.-5. a. C.), 2 vols, Madrid, CSIC, 1990, ISBN 8400070380
- Francisco Aura Jorro, Diccionario micénico, 2 vols., Madrid, Instituto de Filologia, 1995-1993 ISBN 8400061292
- Diccionario griego-español, Madrid, CSIC, 1989-1997 ISBN 840006318X
  - La lexicografia griega y el diccionario griego-español (suplemento, con Juan Rodríguez Somolinos), Madrid, CSIC, 2005 ISBN 8400083105
- Tucídides, Historia de la guerra del Peloponeso, Madrid, Centro de estudios politicos y constitucionales, 2002 ISBN 8425912296

### Miscel·lània
- El concepto del hombre en la antigua Grecia. Tres conferencias (con Manuel Fernández Galiano y José Lasso De La Vega), Madrid, 1955
- Te-re-ta wa-na-ka-te-ro y los anaktotelestai, in "Minos" 10/1969, Salamanca, Universidad de Salamanca
- Tres temas de cultura clásica. Conferencias pronunciadas en la Fundacion Universitaria Española los dias 25, 27 y 29 marzo de 1974 (amb Miquel Dolç i Dolç i Juli Calonge), Madrid, Fundacion universitaria espanola, 1975
- La literatura griega en sus textos (con E. R. Monescillo e M. E. Mz.-Fresneda), Madrid, Gredos, 1978 ISBN 8424935144
- Introduccion a Homero (amb Manuel Fernández Galiano, Luis Gil i José Lasso de la Vega), Barcelona, Editorial Labor, 1984 ISBN 843350200X
- Democratie athenienne et culture. Colloque international organisé par l'Academie d'Athènes en cooperation avec l'UNESCO (23, 24 et 25 novembre 1992). Textes presentes par F. R. Adrados, Atene, Akademia Athenon, 1996 ISBN 9607099419